# Eurema furtadoi
Eurema furtadoi is een vlinder uit de familie van de witjes (Pieridae). De wetenschappelijke naam van de soort is voor het eerst geldig gepubliceerd in 1979 door Martins Casagrande & Mielke.